# Вулверхемптон
Вулверхемптон (енгл. Wolverhampton) је град у Уједињеном Краљевству у Енглеској у грофовији Западни Мидлендс. Према процени из 2007. у граду је живело 252.814 становника. Град је основан 985, а име је добио по оснивачу, госпи Вулфруни. Историјски је припадао грофовији Стафордшир. Развио се у 14. и 15. веку када је био центар за трговину вуном. У 19. веку, богатство града се заснивало на угљу и челику и индустрији која их је користила. Тада је дошло до великог прилива становништва из Ирске и Велса. Од 1940. овде је дошло много Сика из Пенџаба, тако да их сада у граду има 8%. 
Данас је Вулверхемптон значајан универзитетски и индустријски центар Енглеске. Од привредних грана, значајне су производња возила, авио-индустрија и услуге. 
У граду игра ФК Вулверхемптон, повремени члан енглеске Премијер лиге.

## Становништво
Према процени, у граду је 2008. живело 252.814 становника.
| 1981.   | 1991.   | 2001.   |
| ------- | ------- | ------- |
| 263,501 | 257,943 | 251,462 |